# Rezerwat przyrody Woskownica Bielawskiego Błota
Rezerwat przyrody Woskownica Bielawskiego Błota – istniejący w latach 1977–2005 florystyczny rezerwat przyrody na Wybrzeżu Słowińskim, na południe od Nadmorskiego Parku Krajobrazowego, na terenie gminy Krokowa (powiat pucki, województwo pomorskie). Obejmował fragment torfowiska Bielawskie Błoto.
Rezerwat został utworzony zarządzeniem Ministra Leśnictwa i Przemysłu Drzewnego z dnia 4 kwietnia 1977 r. na powierzchni 33,00 ha. Powołano go w celu „zachowania największego na Pomorzu Gdańskim skupienia woskownicy europejskiej”. W 2005 roku teren ten został włączony do wielkoobszarowego rezerwatu przyrody „Bielawa”.